# Erechthias acrodina
Erechthias acrodina är en fjärilsart som beskrevs av Edward Meyrick 1912. Erechthias acrodina ingår i släktet Erechthias och familjen äkta malar. Inga underarter finns listade i Catalogue of Life.